# Olympique Safi
Olympique Safi is een Marokkaanse voetbalclub uit Safi die speelt in de Botola Pro, het hoogste niveau in Marokko. De club werd in 1921 opgericht.

## Prestaties
- Botola Pro 2

Kampioen seizoen 2003/2004

## Trainers
- Alain Geiger (27 april 2007 - 3 december 2007)
- Youssef Lemrini (10 jan. 2013 - 20 juni 2013)
- Badou Zaki (1 juli 2013 - 17 december 2013)
- Youssef Fertout (24 december 2013 - 19 juni 2014)
- Hicham El Idrissi (21 juni 2014– 10 maart 2014)
- Youssef Fertout (10 maart 2013 - 29 augustus 2014)
- Aziz El Amri (29 augustus 2014 - 20 april 2016)
- Hicham dmii (20 april 2016 -

## Bekende spelers
- Abderrazak Hamdallah (2010-13)